# Vellingepartiet
Vellingepartiet var ett lokalt politiskt parti som var registrerat för val till kommunfullmäktige i Vellinge kommun. Partiet var representerat i Vellinge kommunfullmäktige under mandatperioderna 1988/1991 och 1991/1994.